# Álfagjá
L'Álfagjá, toponyme islandais signifiant littéralement en français « la faille des fées », est une faille normale d'Islande qui matérialise la dorsale de Reykjanes, partie de la dorsale médio-atlantique, à l'extrémité sud-ouest du pays. Cette fracture correspond en fait à deux failles qui délimitent le graben sommital du rift de Reykjanes qui s'est effondré, dans cette région, de 10 à 70 m par rapport aux deux compartiments.

## Pont entre les continents

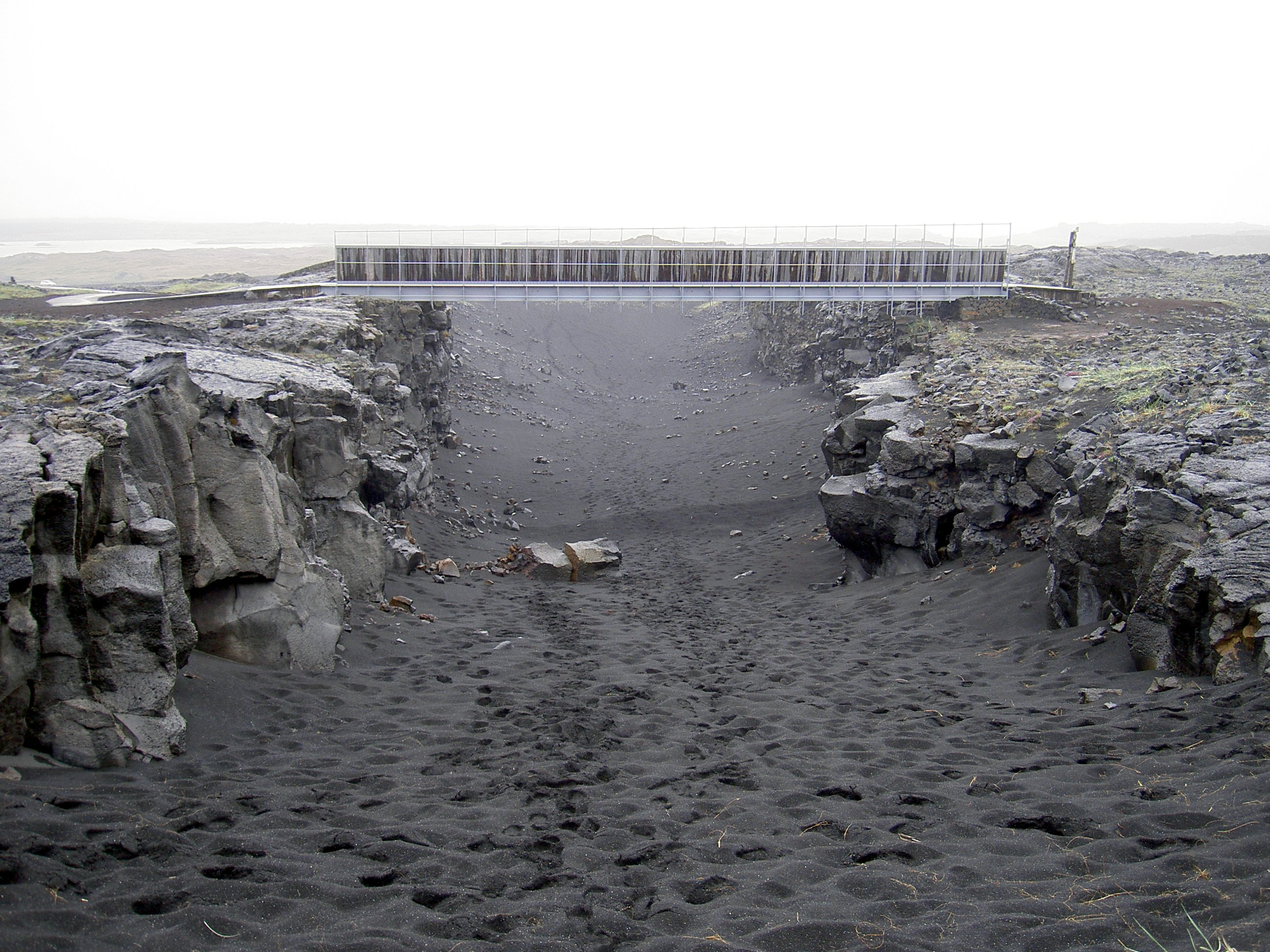
Vue de l'Álfagjá franchie par le pont entre les continents.

Afin de symboliser la frontière géologique que constitue le rift entre les plaques tectoniques eurasiatique à l'est et nord-américaine à l'ouest, une passerelle a été édifiée en 2002 entre ses deux bords. Appelé Brú milli Heimsálfa, « pont entre les continents » (terme touristique mais géologiquement impropre car ce choronyme matérialise la séparation entre deux plaques tectoniques et non deux continents), Miðlína, « le point médian » ou Leif the Lucky Bridge (« pont Leif le Chanceux », en hommage à Leif Erikson qui serait le premier européen à avoir découvert l'Amérique du Nord continentale, avant Christophe Colomb), il constitue un lieu touristique de cette région de l'Islande situé non loin du Reykjanes et du Lagon bleu. Lorsqu'ils empruntent cette passerelle, les touristes peuvent recevoir un certificat attestant qu'ils sont passés de l'Ancien Monde au Nouveau Monde.

## Phénomène de rifting
La zone de rift islandaise, communément dénommée zone néovolcanique ou axiale, est marquée par un mouvement d’écartement des plaques (environ 20 mm/an) qui contribue à la formation graduelle de longs grabens bordés de failles normales parallèles et d’éruptions magmatiques fissurales (coulées basaltiques subaériennes comme celle du Laki en 1783), accompagnées de séismes. L'approvisionnement épisodique de la croûte en magma explique l'aspect très discontinu du volcanisme de surface. Dans la zone de rift de Reykjanes, 130 éruptions ont été décrites depuis l’an 900, soit une moyenne d’une éruption tous les 4 à 6 ans. Le site d'Álfagjá est ainsi un véritable musée géologique à ciel ouvert, montrant le phénomène de rifting marqué par des crises de durée pluriannuelle, ce qui explique qu'il est intégré au géoparc de Reykjanes.